# Schach dem Schlaukopf
Schach dem Schlaukopf ist ein schachähnliches Brettspiel für zwei Spieler von Parker, das erstmals 1972 veröffentlicht wurde, heute ist Hasbro Rechteinhaber. Das Ziel ist es, den gegnerischen Schlaukopf zu schlagen. Die Figurenart bestimmt, wie weit man ziehen kann, und die Pfeile auf den Feldern, in welche Richtungen man ziehen kann.

## Inhalt
- 1 Spielbrett
- 7 rote und 7 blaue Dummköpfe
- 4 rote und 4 blaue Schlitzohren
- 1 roter und 1 blauer Schlaukopf
- 1 Spielanleitung

## Spielbrett
Das Spielbrett besteht aus acht Reihen und sieben Linien, also 56 Feldern. Die Felder sind mit jeweils einem bis acht Pfeilen versehen, die eine orthogonale oder diagonale Zugrichtung angeben. Die Felder, auf denen die Figuren zu Beginn aufgestellt werden, sind mit der Bezeichnung der Figuren versehen, um den Aufbau zu erleichtern. Am Brettrand befindet sich eine kurze Erklärung zu den Spielfiguren.

## Regeln
- Die Spieler ziehen abwechselnd, sie bewegen dabei jeweils eine eigene Figur auf ein anderes Feld.
- Man muss einen Zug machen, wenn man an der Reihe ist, darf also nicht aussetzen.
- Eine Figur kann von einem Feld aus nur in Richtung von einem der Pfeile auf diesem Feld ziehen.
- Dummköpfe und Schlauköpfe ziehen jeweils nur ein Feld weit.
- Schlitzohren ziehen beliebig weit. Sie dürfen die Richtung während eines Zugs nicht ändern, die Pfeile der passierten Felder werden nicht beachtet.
- Die Schlitzohren dürfen keine Figur überspringen, also kein besetztes Feld passieren.
- Wenn man auf ein Feld mit einer gegnerischen Figur zieht, wird diese geschlagen. Man darf keine eigenen Figuren schlagen.
- Man gewinnt, indem man den gegnerischen Schlaukopf schlägt.
- Das Spiel endet unentschieden, wenn nur noch die Schlauköpfe auf dem Brett sind. In den Originalregeln ist aber unklar, ob dies eine strenge Regel ist oder nur ausdrücken soll, dass ein Sieg dann meist nicht mehr erzwungen werden kann. Es sind auch Zugzwangsituationen möglich, in denen ein Spieler seinen Schlaukopf auf ein vom gegnerischen Schlaukopf bedrohtes Feld ziehen muss.
- Zieht ein Dummkopf auf das Startfeld eines gegnerischen Schlitzohres, wird er, falls man nicht mehr alle vier Schlitzohren hat, gegen ein geschlagenes eigenes Schlitzohr getauscht.

## Versionen
Das Spiel wurde unter verschiedenen Namen und mit verschiedener Gestaltung veröffentlicht:
- Smess: the Ninnys Chess (amerikanische Version von 1970)[1]
- Take the Brain (englische Version von 1970)[1]
- Schach dem Schlaukopf (deutsche Version von 1972)[2]
- All the Kings men (mittelalterliche Version mit König, Rittern und Bogenschützen von 1979).[1] Diese Ausgabe hat leicht andere Pfeilkennzeichnungen; auf zwei Feldern ist ein doppelter statt eines einzelnen Pfeils.
- Aiséchec - les échecs des niaiseux (französische Version)[3]
- Les fous du Roi (französische Version mit König, Rittern und Bogenschützen)[3]